# The Sea Within
The Sea Within ist eine internationale Art-Rock-Supergroup.

## Bandgeschichte
Die Idee zu einer Supergroup kam dem schwedischen Gitarristen Roine Stolt (unter anderem Kaipa und The Flower Kings) im Herbst 2016 bei einem Telefonat mit InsideOut-Labelboss Thomas Waber. Bassist Jonas Reingold (The Flower Kings) war der erste Mitstreiter. Anschließend stieß Yes-Keyboarder Tom Brislin zum Projekt. Hinzu kamen noch Marco Minnemann (Schlagzeug, ex-Freaky Fukin Weirdoz) und Gitarrist Daniel Gildenlöw (Pain of Salvation).
Gegründet wurde The Sea Within dann 2017. Die Aufnahmen zum Debütalbum fanden im September 2017 im Livingstone Studio in London statt. Der gesamte Aufnahmeprozess umfasste sechs Monate, in denen auch zahlreiche Gäste einzelne Songs einspielten, so zum Beispiel Jordan Rudess von Dream Theater. Ebenfalls dem Projekt als Gastsänger verbunden ist Casey McPherson (Flying Colors, Alpha Rev), der bei einigen Songs des Debütalbums den Gesang übernahm.
Das Album erschien am 22. Juni 2018 über InsideOut. Es erreichte Platz 23 der deutschen Charts.
Der erste Liveauftritt fand am Wochenende des 13.–15. Julis 2018 im Rahmen des Festivals Night of the Prog statt.

## Diskografie
- 2018: The Sea Within (Inside Out)